# Culture Aristé
La culture Aristé est une culture précolombienne disparue. Elle est globalement localisée autour de l'Oyapock, en Guyane comme au Brésil, et semble particulièrement centrée aux alentours de Ouanary et de l'Amapá littoral. Elle apparaît vers 350 de notre ère, et disparaît à la suite du contact avec les Européens, au plus tard au XVIIIe siècle.
La culture Aristé, comme la culture Marajoara voisine est réputée pour ses céramiques, notamment funéraires. Elle est classiquement scindée en 3 phases, L'Aristé ancien, de 350 à 1000, l'Aristé moyen, entre 700 et 1400, et l'Aristé récent, du tournant du millénaire à 1750. Il est possible qu'elle comporte également une composante mégalithique.